# Kalale, Nanjangud
Kalale là một làng thuộc tehsil Nanjangud, huyện Mysore, bang Karnataka, Ấn Độ.